# Agelasta cameroni
Agelasta cameroni es una especie de escarabajo longicornio del género Agelasta, categorizada en la tribu Mesosini, de la subfamilia Lamiinae. Fue descrita por Breuning en 1978.

## Descripción
Mide 16 mm de longitud.

## Distribución
Se distribuye por Malasia.